# 建設事務次官
建設事務次官（けんせつじむじかん）とは国家公務員における官職及び役職の一つ。建設省（現国土交通省）の事務方のトップ。建設院時代は建設院総務長官であった。

## 概要
建設省は技官の影響が強く、建設事務次官には事務官と土木技官が交互に事務次官となるたすきがけ人事の慣行が存在した。

## 歴代の建設事務次官
建設院総務長官
- 阿部美樹志:1948年1月1日 - 1948年7月10日（以下、高橋国一郎まで内務出身）

建設事務次官
- 岩沢忠恭:1948年7月10日 - 1950年3月1日（京大工卒）
- 中田政美:1950年3月1日 - 1952年7月22日（中大法卒）
- 稲浦鹿蔵:1952年7月22日 - 1955年11月18日（京大工卒）
- 石破二朗:1955年11月18日 - 1958年6月1日（自治大臣）
- 米田正文:1958年6月1日 - 1958年12月16日（九州大工卒）
- 柴田達夫:1958年12月16日 - 1961年11月1日（水資源開発公団総裁）
- 山本三郎:1961年11月1日 - 1963年7月23日（水資源開発公団総裁。東大工卒）
- 山本幸雄:1963年7月23日 - 1963年10月18日（自治大臣）
- 山内一郎:1963年10月18日 - 1965年1月7日（郵政大臣、東大工卒）
- 前田光嘉:1965年1月7日 - 1967年11月11日（日本道路公団総裁）
- 尾之内由紀夫:1967年11月11日 - 1970年6月5日（本州四国連絡橋公団総裁。東大工卒）
- 志村清一:1970年6月5日 - 1972年6月9日（住宅・都市整備公団総裁）
- 坂野重信:1972年6月9日 - 1973年8月1日（自民党参議院議員会長、自治大臣・国家公安委員会委員長、東大工卒）
- 大津留温:1973年8月1日 - 1974年7月16日（住宅金融公庫総裁）
- 高橋国一郎:1974年7月16日 - 1976年6月11日（日本道路公団総裁。東大工卒）
- 高橋弘篤:1976年6月11日 - 1978年5月23日（本州四国連絡橋公団総裁）
- 井上孝:1978年5月23日 - 1979年5月4日（国土庁長官、京大工卒）
- 粟屋敏信:1979年5月4日 - 1981年6月10日（衆議院議員）
- 稲田裕:1981年6月10日 - 1982年6月15日（京大工卒）
- 丸山良仁:1982年6月15日 - 1984年6月16日（住宅・都市整備公団総裁。東大農卒）
- 高秀秀信:1984年6月16日 - 1985年10月1日（水資源開発公団総裁。横浜市長、北大工卒）
- 豊蔵一:1985年10月1日 - 1987年1月10日（住宅・都市整備公団総裁。セントラル・リーグ会長）
- 井上章平:1987年1月10日 - 1988年1月12日（京大工卒）
- 高橋進:1988年1月12日 - 1989年6月27日（住宅金融公庫総裁）
- 鈴木道雄:1989年6月27日 - 1990年7月3日（日本道路公団総裁。東大工卒）
- 牧野徹:1990年7月3日 - 1992年6月26日（内閣総理大臣補佐官（都市再生担当）、住宅・都市整備公団改め初代都市基盤整備公団総裁）
- 三谷浩:1992年6月26日 - 1993年7月2日（東大工卒）
- 望月薫雄:1993年7月2日 - 1995年6月21日（住宅金融公庫総裁）
- 藤井治芳:1995年6月21日 - 1996年7月2日（日本道路公団総裁。東大工卒）
- 伴襄:1996年7月2日 - 1998年6月23日（第二代都市基盤整備公団総裁）
- 橋本鋼太郎:1998年6月23日 - 1999年7月13日（初代首都高速道路株式会社社長。東大工卒）
- 小野邦久:1999年7月13日 - 2001年1月6日（初代国土交通事務次官）